# Tsubasa Chronicle
Tsubasa Chronicle är Bee Trains animeversion av  CLAMP:s mangaserie Tsubasa: RESERVoir CHRoNiCLE. Animen har två säsonger och varje säsong har 26 avsnitt vilket betyder att det finns 52 avsnitt totalt. Den första säsongen visades mellan 9 april och 15 oktober 2005, och den andra mellan 29 april och 4 november 2006. Ingen tredje säsong är för närvarande planerad. 
Den första säsongen av Tsubasa Chronicle följer CLAMP:s manga ganska troget, även om vissa detaljer har ändrats eller tagits bort för att göra avsnitten mera lämpliga för yngre tittare. Den andra säsongen täcker in de flesta arc upp till del 14 av mangan, men har även en mängd så kallade fillers, som inte grundar sig på mangan utan hittades på av Bee Train själva. Både Tsubasa Chronicle (animen) och Tsubasa: RESERVoir CHRoNiCLE (mangan) innehåller många karaktärer som vi mött i andra serier av CLAMP. I Tsubasa Chronicle berättar Yuuko, dimensions häxan, att de kommer att möta många personer som de mött i andra världar. Många karaktärer I Tsubasa Chronicle och Tsubasa: RESERVoir CHRoNiCLE är andra versioner av originalkaraktärer från andra serier av CLAMP. Sakura och Syaoran kommer t.ex. från Cardcaptor Sakura. Men Fay är bara med i Tsubasa Chronicle och Tsubasa: RESERVoir CHRoNiCLE och är ingen annan version av någon annan känd karaktär CLAMP hittat på. Yuuko i Tsubasa Chronicle och Tsubasa: RESERVoir CHRoNiCLE är samma person som i sin original serie xxxHOLiC till skillnad från de andra karaktärerna.      

## Animen
Sakura är en prinsessa i Clow Country, som styrs av hennes storebror kung Tōya. Hon har en barndomsvän vid namn Syaoran som är en arkeolog. Sakura har alltid gillat Syaoran väldigt mycket. En dag så förlorar Sakura alla sina minnen, i form av fjädrar. Dessa fjädrar sprider ut sig i många olika världar. Syaoran bestämmer sig för att hitta Sakuras fjädrar i hopp om att hon får alla minnen tillbaka. Dock så måste han ge bort sin mest värdefulla sak för att kunna resa genom de olika världarna, hans relation till Sakura. Alltså kommer Sakura aldrig att minnas Syaoran även om hon får tillbaka alla sina minnen.
- Huvudpersonerna från Tsubasa Chronicle:

- Syaoran - Syaoran är en av de viktigaste huvudkaraktärerna. Han gör allt för att hitta Sakuras minnen även om han utsätter sig själv för livsfarliga saker, han skyddar verkligen Sakura med sitt liv. Syaoran är mycket beslutsam, modig och även väldigt våghalsig. Han är väldigt bra på karate men i slutet av första säsongen lär han sig även att slåss med svärd, en färdighet som han bemästrar i andra säsongen. Syaoran är nära att dö många gånger men överlever alltid på grund av att han är fast besluten om att han inte kommer att dö. Han påstår att han aldrig kan dö så länge han måste hitta Sakuras fjädrar. Anledningen till att han riskerar sitt liv för Sakura är att hon är den viktigaste personen han har trots att hon aldrig kommer att minnas honom. Ibland får Syaoran plötsligt ont i sitt högra öga och känner ibland att det är något annat som kontrollerar honom, eller någon... Anledningen till det får man reda på i miniserien Tsubasa: Tokyo Revelations som tillhör original serien Tsubasa Chronicle.

Syaoran har ljusbrunt hår och bärnstens bruna ögon.
- Sakura - Sakura är också en av de vicktigaste huvudkaraktärerna. Sakura behöver inte ge sin värdefullaste sak till Yuuko. I början av första säsongen när Sakura bara har fått tillbaka några få minnen så är hon väldigt tyst och en aning förvirrad och vilsen. Men när hon fått tillbaka ganska många minnen är hon mer vaken och "levande" och kan ibland hjälpa till att få tag i sina fjädrar. Sakura har alltid varit väldigt snäll och godhjärtad och hon blir ofta orolig för Syaoran när han utsätter sig för fara. Innan Sakura förlorade sina minnen tänkte hon berätta för Syaoran att hon gillar honom men det blev aldrig av innan det var för sent. När Sakura lär känna Syaoran på nytt så blir de än en gång goda vänner. I slutet av första säsongen är det nära att Sakura minns Syaoran igen men hennes minne av honom suddas snabbt ut, hon kommer aldrig någonsin att minnas Syaoran igen även om hon försöker att minnas.

Sakura har mörkblont hår och smaragdgröna ögon.     
- Kurogane - En ninja från Nihon-världen (Japanvärlden). Han reser i hopp om att komma tillbaka till sin egen värld igen. Hans värdefullaste sak var hans svärd Ginryū. Kurogane är ganska vresig och lätt irriterad och stör sig på att Fay och Mokona ger honom smeknamn. I början av första säsongen säger han att han inte tänker hjälpa Syaoran att hitta fjädrarna och att han inte tänker bli inblandad i det, hans enda mål och önskan är att komma tillbaka till sin egen värld. Trots det börjar han ändå att hjälpa Syaoran. I slutet av första säsongen lär han honom att använda ett svärd.

Kurogane har svart hår och röda ögon.
- Fay D. Flowright - En magiker från Celes-världen. Fay är på flykt från sin egen värld. Hans värdefullaste sak var en tatuering på hans rygg. Utan den tatueringen kan han inte använda sin magi utan att riskera att bli hittad av den han flyr från, vilket leder till att han aldrig använder sin magi. Han retas ofta med Kurogane som blir vansinnig på honom. Fay påstår att han inte kan vissla och säger istället "Hyuu!" vilket är ännu en sak som gör att Kurogane ofta blir arg på Fay. Fay ler nästan alltid och är väldigt optimistisk och glad, men han är också ganska hemlighetsfull och döljer något, han låtsas alltid veta mindre än vad han egentligen gör.

Fay har ljusblont hår och klarblå ögon.  
- Mokona - En varelse som Syaoran, Fay och Kurogane fick från Yuuko för att de gav deras värdefullaste saker till henne. Mokona har 108 olika förmågor som han under handlingen nämner. De viktigaste förmågorna är att Mokona kan känna starka krafter så han vet var sakuras fjädrar är och att han även kan förflytta Syaoran, Sakura, Fay, Kurogane och sig själv mellan de olika världarna. Mokona blir god vän med Syaoran, Fay och Sakura men Kurogane blir ofta irriterad på honom. Kurogane kallar ofta Mokona för "Den där vita kaninen" och andra smeknamn och i andra säsongen börjar Sakura att kalla honom för "Moko-chan" av mer vänskapliga skäl.

Mokona ser ut ungefär som en vit gosedjurskanin.
Det finns två miniserier som tillhör originalserien:
Tsubasa: Tokyo Revelations och Tsubasa: Shunraiki. Båda de serierna är läskigare än originalserien och olämpliga för barn under 11 år. Tsubasa: Tokyo Revelations innehåller 3 avsnitt och Tsubasa: Shunraiki innehåller 2 avsnitt.